# Татаренко Євген Борисович
Євген Борисович Татаренко (1936, місто Макіївка, тепер Донецької області — 12 квітня 1977, місто Запоріжжя) — український радянський діяч, секретар Запорізького обласного комітету КПУ.

## Біографія
Освіта вища. У 1958 році закінчив Київський політехнічний інститут.
У 1958—1971 роках — інженер-конструктор, начальник цеху, заступник головного технолога, секретар комітету ЛКСМУ Запорізького трансформаторного заводу.
Член КПРС з 1961 року.
У 1971—1976 роках — секретар партійного комітету виробничого об'єднання «Запоріжтрансформатор» міста Запоріжжя; завідувач відділу машинобудування Запорізького обласного комітету КПУ.
15 листопада 1976 — 12 квітня 1977 року — секретар Запорізького обласного комітету КПУ (з питань промисловості).

## Нагороди
- орден «Знак Пошани»
- медалі